# Sis peces per a piano, op. 118 (Brahms)
Les Sis peces per a piano, Op. 118, (en alemany, Sechs Klavierstücke), van ser compostes per Johannes Brahms el 1893 i dedicades a Clara Schumann. És una de les últimes col·leccions de peces per a piano que va escriure el compositor i també una de les seves últimes obres. En la sisena peça, Brahms va utilitzar una variació del tema Dies irae.

## Anàlisi musical
Les sis peces que componen l'obra són quatre intermezzi, una balada i una romança, disposades de la següent manera:
- Núm. 1 Intermezzo: Allegro non assai, ma molto appassionato, en la menor.
- Núm. 2 Intermezzo: Andante teneramente, en la major.(  Escoltar Intermezzo núm. 2 (?·pàg.))
- Núm. 3 Ballade: Allegro energico, en sol menor.
- Núm. 4 Intermezzo: Allegretto un poco agitato, en fa menor.
- Núm. 5 Romança: Andante, en fa major.
- Núm. 6 Intermezzo: Andante, largo e mesto, en mi bemoll menor.